# كرسول سفوي
كرسول سفوي (الاسم العلمي:Crassula aristata) هو نوع نباتي يتبع جنس الكرسول من فصيلة الكرسولية.